# ジャン・チャクムル
ジャン・チャクムル（トルコ語：Can Çakmur, 1997年12月5日 - ）は、トルコ出身のピアニスト。2018年の第10回浜松国際ピアノコンクール優勝者。

## 略歴
1997年、トルコの首都アンカラ生まれ。父は政治学者、父方の祖父は元イズミル広域市長。家族や親戚にプロの音楽家はいないが、アマチュアとして父はギターを弾き、母は以前に合唱団で歌を歌っていた音楽好きな家庭に育つ。物心ついたころから週末には家族でコンサートを聴きに行き、家の中には常に音楽があった。必然的に音楽に夢中になり、自分も何か楽器を弾きたいと両親にせがんで3～4歳の頃、音楽教室のドアを叩いた。元々はギターが希望だったが、手が小さいためピアノから始めるよう勧められた。
レイラ・ベケンスィル（Leyla Bekensir）、アイシェ・カプタン（Ayşe Kaptan）からピアノの手ほどきを受けた後、2009年から2015年まで6年間、エムレ・シェンに師事し、また菅野潤からもレッスンを受けた。アンカラの普通高校に通うかたわら、2012年からはパリのスコラ・カントルムでマルチェッラ・クルデーリに師事し、2014年に首席で卒業。同じく2012年以降、アラン・ヴァイス、アリエ・ヴァルディ、クラウディオ・マルティネス＝メーナー、レスリー・ハワード、ロバート・レヴィン等のマスタークラスに参加。2011年頃から継続してベルギーのディアネ・アンデルセン（ダイアン・アンダーセンと表記することもある）の元に通い、個人レッスンを受けている他、現在はドイツ、ヴァイマルにあるフランツ・リスト・ヴァイマル音楽大学でグリゴリー・グルツマンに師事している。
2013年以来、トルコ出身の有名なピアノデュオ、ぺキネル姉妹が主導するプロジェクト「世界の舞台に立つ若き音楽家たち」のメンバーとして奨学金をはじめ様々なサポートを受けており、スポンサーであるトルコの企業トゥプラシュからはヤマハのグランドピアノを貸与されている。またリヒテンシュタイン国際音楽アカデミーの奨学生でもあり、同アカデミーが提供する集中コースや演奏活動にも定期的に参加している。
2017年のスコットランド国際ピアノコンクール優勝に続き、2018年には浜松国際ピアノコンクールに出場し優勝を勝ち取った。その際に、第1次予選から本選まで一貫して使用した河合楽器製作所のフルコンサートグランドピアノSK-EXを気に入り、その後に日本国内で行われたほぼ全てのコンサート、リサイタルでも使用した他、コンクール会場となったアクトシティ浜松（中ホール）で収録したデビューアルバム（2019年）と、イギリスのモンマスにあるワイアストン・コンサートホールで収録したセカンドアルバム（2020年）でもこのモデルを使用している。

## 受賞歴

### 国際ピアノコンクール
- 2012年 - 第22回 ローマ国際ピアノコンクール（イタリア語版）：「若きピアニスト」セクション第1位
- 2014年 - 第4回 若いピアニストのためのリスト国際コンクール（ヴァイマル/ドイツ）：カテゴリーII （14～17歳）第3位、およびバルトーク作品の最も優れた解釈に対する特別賞[23]
- 2016年 - 第10回 バリス・ドヴァリョーナス国際青少年 ピアノ&ヴァイオリンコンクール（ヴィリニュス/リトアニア）：グループC入賞、およびロマン派作品および古典派作品の最も優れた演奏に対する特別賞[24]
- 2017年 - スコットランド国際ピアノコンクール（グラスゴー）：第1位[25]
- 2018年 - 第10回 浜松国際ピアノコンクール：第1位、室内楽賞、札幌市長賞[5]

### 各種音楽賞
- 2014年 - 第5回 ドニゼッティ・クラシック音楽賞（トルコ語版）（トルコ）：18歳未満の若き音楽家のための特別賞
- 2018年 - フランツ・リスト・ヴァイマル音楽大学によるDAAD（ドイツ学術交流会）賞：“大学の国際活動への類稀な貢献”[26][27]
- 2018年 - 第7回アイドゥン・ギュン奨励賞（İKSV/イスタンブール文化芸術財団）[28]
- 2020年 - ICMA (国際クラシック音楽賞（英語版）) 2020：ソロ・インストゥルメント部門 『ベートーヴェン／リスト、シューベルト、ハイドン、サイ、バルトーク、佐々木』 （BIS-2430）[29]
- 2021年 - ICMA (国際クラシック音楽賞（英語版）) 2021：Young Artist of the Year/年間最優秀ヤング・アーティスト賞[30]
- 2025年 - ICMA (国際クラシック音楽賞) 2025：ソロ・インストゥルメント部門『シューベルト＋クルシェネク』（BIS-2690）[31]

## 演奏活動
2017年のスコットランド国際ピアノコンクール本選では、グラスゴー王立コンサートホールにおいて、トマス・セナゴー指揮ロイヤル・スコティッシュ・ナショナル管弦楽団と協演した。優勝後にはサチーレ（イタリア）のファツィオリ・コンサートホール、ブレーメン（ドイツ）のディー・グロッケ・ブレーメン・コンサートハウス、パリのサル・コルトー、ミュンヘンのガスタイク、アイントホーフェンのミュージックヘボウをはじめとしたヨーロッパ各地のコンサートホールで演奏を披露した他、ボローニャのピアノフォルティッシモ音楽祭をはじめ、ヨーロッパ各地の音楽祭に招待されている。ロイヤル・スコティッシュ・ナショナル管弦楽団とは2019年にケンショウ・ワタナベ指揮で再協演した。
トルコ国内では、第13回アンタルヤ・ピアノフェスティバル（2012年）をはじめとした主要な国内音楽祭への招待経験がある。2014 年にはエンデル・サクプナル指揮エスキシェヒル交響楽団のオープニングコンサートで演奏、翌2015年には第43回イスタンブール国際音楽祭でサッシャ・ゲッツェル指揮ボルサン・イスタンブール・フィルハーモニー管弦楽団との協演でオープニングコンサートを飾った。これまでに、ギュレル・アイカル、ブラク・トゥズン（Burak Tüzün）、アルフォンソ・スカラーノ（Alfonso Scarano）、イブラヒム・ヤズジュ、レンギム・ギョクメン、ジェミイ・ジャン・デリオルマン（Cemi'i Can Deliorman）ら指揮者との協演経験がある。
日本国内では、2018年の第10回浜松国際ピアノコンクール本選で、高関健の指揮で東京交響楽団と協演。優勝後の2019年から2020年にかけ日本各地で20回以上のコンサートやリサイタルを行った。協演したオーケストラには、札幌交響楽団、大阪交響楽団、名古屋フィルハーモニー交響楽団、浜松交響楽団、九州交響楽団、岡山フィルハーモニック管弦楽団、東京フィルハーモニー交響楽団、静岡交響楽団がある。また協演した指揮者には、佐藤俊太郎、マーティン・ブラビンズ、海老原光、尾高忠明、広上淳一、ハンスイェルク・シェレンベルガーがいる。
室内楽が最も好きだと語り、川久保賜紀（ヴァイオリン）、松実健太（ヴィオラ）、長谷川陽子（チェロ）と協演した第10回 浜松国際ピアノコンクールでは室内楽賞も受賞している。チェリストのジャマル・アリイェフと協演した2019年のセント・マグナス・フェスティバル（オークニー/スコットランド） における演奏は、BBC Radio 3によって収録された。アリイェフとは、同年にウィグモア・ホール（ロンドン）でも協演している。2021年にはコントラバス奏者ドミニク・ワグナー（Dominik Wagner）とも協演、同年発売されたワグナーのアルバムではピアノ伴奏を担当した。また2022年には自身のピアノトリオTrio Vecandoを結成。これまでトルコ国内外で室内楽コンサートを行っている。
なお2020年中に予定されていたダリア・スタセフスカ指揮BBC交響楽団との協演によるコンサート、ノッティンガム・ロイヤル・コンサートホール、ミルトンコート・コンサートホール（バービカンセンター／ロンドン）、 ルツェルン・カルチャー・コングレスセンター（KKL）コンサートホール、テアトロ・ダル・ヴェルメ（ミラノ）、ポメラニアン・フィルハーモニック・コンサ－トホール（ビドゴシチ）等でのコンサートおよびリサイタルは、新型コロナウイルス感染症の世界的流行により、キャンセルまたは延期された。
コロナ禍の最中においては、ICMA授賞式への参加およびガラコンサート、フォンダシオン・ルイ・ヴィトン（パリ）でのリサイタルが実現、ビアリッツ・ピアノフェスティバル（フランス）やラファエル・オロスコ国際ピアノ・フェスティバル（コルドバ/スペイン）に招待された他、日本ツアーのために2度来日し、京都コンサートホールにおいてデイヴィッド・レイランド指揮のもと京都市交響楽団との協演や、サントリーホールにおいて鈴木優人指揮のもと読売日本交響楽団との協演を果たし、岡崎市シビックセンター、北九州市立響ホール、三井住友海上しらかわホール等でのリサイタルも行った。また、中止となった第11回浜松国際ピアノコンクールの代替イベントとして企画された「浜松国際ピアノフェスティバル」ではオープニング・リサイタルを飾った。

## レパートリー
バロックではバッハとスカルラッティ、古典派ではハイドン、モーツァルト、ベートーヴェン、ロマン派ではシューベルト、メンデルスゾーン、リスト、シューマン、ブラームスを主なレパートリーとするが、民族音楽を取り入れたバルトークや母国トルコの作曲家アフメト・アドナン・サイグン、ファジル・サイの作品も機会あるごとに演奏している。また現代音楽の作曲家イェルク・ヴィトマン、エリック・ドメネク（Eric Domenech）やスフェン・ダイガーの作品もレパートリーに取り入れている。
高校時代に行われたインタビューでは、最も好きな作曲家としてシューベルトとバルトークの名前を挙げている。また、2019年に行われたインタビューでは、古典派と初期ロマン派にとりわけ親近感を抱いており、モーツァルト、ハイドン、そして特にシューベルトを演奏するのは楽しいが、その一方でチャイコフスキーやラフマニノフのような作曲家の作品は、いかに好きであろうと自分が聴きたいと望むような形で演奏できるとは思えないとも言う。古典派とドイツの初期ロマン派の作曲家は自分のレパートリーのベースを成しているとともに、おそらく生涯を共にする作曲家となるだろう、特に繰り返し名前が挙がるシューベルトについては、歌曲作品を繰り返して聴いており、自分にとって生涯を共にする作品になることは分かっている、と語っている。2枚目のCDは、リストがピアノ独奏用に編曲したシューベルトの歌曲作品『白鳥の歌』を収録したものであるが、子供の頃にフィッシャー＝ディースカウとジェラルド・ムーアの録音に憑りつかれたように夢中になり、毎日学校に行く前に練習をしたことを覚えていると、また、この曲全曲を演奏し録音するのは「子供の頃からの夢だった」と語っている。

## 録音・放送等
BISレコードからこれまで7枚のスーパーオーディオCDが発売されている。
- 『2018年第10回浜松国際ピアノコンクール優勝　ベートーヴェン／リスト、シューベルト、ハイドン、サイ、バルトーク、佐々木』（BIS-2430/KKC-4169、2019年）[42][21]
- リスト編曲によるシューベルト『白鳥の歌』とリストの『4つの忘れられたワルツ』（BIS-2530、2020年/KKC-6442、2021年）[43][22][44]
- 『国境なきピアノ曲～バルトーク、ミトロプーロス、サイグン、エネスク』（BIS-2630/KKC-6508、2022年）[45][46]
- 『シューベルト＋シェーンベルク』（BIS-2650/KKC-6701 、2023年）[47][48]
- 『シューベルト＋ブラームス』（BIS-2680/KKC-6803、2024年）[49][50]
- 『シューベルト＋クルシェネク』（BIS-2690/KKC-6849、2024年）[51][52]
- 『シューベルト＋ヴォジーシェク＋ショパン＋スクリャービン』（BIS-2710、2025年）[53]

また、第10回浜松国際ピアノコンクール上位入賞者によるコンクール中のハイライト演奏を集めたCD 『第10回浜松国際ピアノコンクール2018』（ALCD-7233、2019年）にも室内楽曲と協奏曲が収録されている。
コントラバス奏者ドミニク・ワグナー（Dominik Wagner）のアルバム『Revolution of Bass』（Berlin Classics、2021年）ではピアノを担当した。
その他、若手ソリストの育成活動を行うオルフェウム財団のモーツァルト・プロジェクトではソリストの1人として選ばれ、アルバム『次世代ソリストたちによるモーツァルト Vol.1』（Alpha 794、2022年）も収録されている。
2019年8月に東京・すみだトリフォニーホールで行われたリサイタルは日本放送協会によって収録され、「クラシック倶楽部」「ベストオブクラシック」等の番組で繰り返し放映、放送されている。
2021年10月にサントリーホールで収録されたトーマス・アデスの協奏作品「イン・セブン・デイズ」（日本初演）は、日本テレビの番組「読響プレミア」で放送された。

## 執筆、講演、後進の育成、その他の活動
読書と文章を書くことを好む。2015年以来トルコのクラシック音楽雑誌『アンダンテ（Andante）』にほぼ毎月投稿しており、現在までに執筆した本数は50本に及ぶ。またコンサートやリサイタルでは、自らプログラムノートを執筆することもあり、演奏前にはしばしばプログラムの解説も行う。CDのライナーノーツも自ら執筆する。2016年にはイスタンブール国際音楽祭に招待され、イディル・ビレットの75歳の誕生日を祝う記念リサイタルのプレコンサート・プログラムとして、原稿を読むことなくシューベルト作品について30分間の講演を行った。
また高校時代にはオルドゥやトカットのような、クラシック音楽に触れる機会の少ないアナトリア中部の都市でもコンサート活動を行ったが、地元学生と交流の機会を持ち、演奏前にプログラムや作曲家についての解説を加えることで聴衆の大きな関心を集めたこの時のコンサートは忘れがたい経験だったと語るなど、ピアノやコンサートホールのない場所へと出向いてクラシック音楽のコンサートを開き、人々に音楽を届けることにも使命を見出している。
後進の育成は自分にとって最大の夢のひとつであると語り、これまでいくつかのマスタークラスに講師として招かれている他、2022年からはロンドンにあるトリニティ・ラバン・コンセルヴァトワール・オブ・ミュージック・アンド・ダンスにおいて教授職を得、後進の指導にも情熱を注いでいる。